# 타워 (2012년 대한민국 영화)
《타워》(영어: The Tower)는 2012년 12월 25일 개봉한 대한민국의 재난 영화다.

## 줄거리
초고층 주상복합빌딩 타워스카이는 연말을 맞아 크리스마스 파티 준비에 총력을 기울이고 있었지만 곳곳에서 문제점이 발견된다. 배관이 얼어서 무용지물이 된 스프링클러 등 손봐야 할 곳이 한두 군데가 아니었지만 파티 준비라는 명목하에 모두 묵살된다.
한편, 건물주인 조회장은 크리스마스 이브 파티에 소방 헬리콥터(이하 ‘헬기’)로 인공눈을 뿌리는 이벤트를 진행하게 된다. 헬기에 스노우 머신을 달아 인공눈을 뿌려 사람들의 시선을 끄는 데는 성공했으나, 문제는 그때부터였다. 이날 타워스카이 주변의 빌딩풍이 유난히 심했고, 그렇게 상승 기류에 휘말린 한 대의 헬기가 위태롭게 흔들리기 시작한다. 흔들리던 헬기는 다른 헬기와 충돌한 다음 구름다리와 김 장로의 집의 유리창을 깨고, 리버뷰 전산실에 추락해 연료가 새어나오면서 불까지 붙게 된다. 결국 행복해야 할 크리스마스 파티는 생존을 위한 아비규환이 되고 만다. 
이제 막 소방학교를 졸업한 신참내기 소방관 이선우, 뺀질이란 이름으로 악명높은 능구렁이 고참대원 오병만, 소방학교에서도 전설로 유명한 엘리트 소방대장 강영기. 이들이 근무하는 여의도 119 소방센터에 타워스카이 화재신고가 들어온다. 이날 아내와 오븟하게 크리스마스 파티준비를 하기 위해 비번을 썼던 영기도 옷을 입으려 하지만 병만이 막아서며 오늘만큼은 불보다는 형수를 우선시하라고 한다. 하지만 명색이 대장씩이나 되어서 대원들 다 불끄는 동안 혼자 파티나 하고 있었던건 찜찜했던 탓인지 결국 출동하려는 차에 올라탄다. 그러는 사이, 타워스카이 화재현장에 출동한 경찰들은 몰려드는 사람들을 통제하고 빠져나오는 사람들을 구하기 시작한다. 대원들 역시 도착하자마자 신속하게 출동준비를 하기 시작한다.

## 캐스팅
- 설경구 - 강영기 역
- 손예진 - 서윤희 역
- 김상경 - 이대호 역
- 김인권 - 오병만 역
- 도지한 - 이선우 역
- 이창주 - 조비서 역
- 권현상 - 강영훈 역
- 박정학 - 정치인 역
- 박철민 - 중식당 최고참 주방장
- 차인표 - 타워스카이 CEO 조사장
- 이한위 - 김 장로 역
- 송재호 - 윤노인 역
- 이주실 - 정 여사 역
- 김성오 - 인건 역
- 안성기 - 소방서장 역
- 권태원 - 장 국장 역
- 조민아 - 이하나 역
- 전배수 - 영철 역
- 최재섭 - 택시기사 역
- 설창희 - 도로앞 사람들 역
- 최익준 - 지휘본부직원들 역
- 리우진 - 배관실직원 역

## 타워스카이
타워스카이(영어: Tower Sky)는 대한민국 서울특별시 영등포구 여의도동에 위치한 빌딩이며 영화 타워에 나온다. 지상 108층, 448m로 구성되어 있으며 대한민국에서 가장 높은 쌍둥이 빌딩이다. 화재가 발생하는 장면이 나오고 다리 건너다가 무너지는 장면이 나오며 마지막 장면에는 하나의 건물을 해체하는 장면이 나온다.